# گیلارد
گیلارد (به فرانسوی: Gaillard) یک کمون در فرانسه است که در Canton of Annemasse-Sud واقع شده‌است.

## خصوصیات
گیلارد ۴٫۰۲ کیلومترمربع مساحت و ۱۱٬۶۴۰ نفر جمعیت دارد و ۴۲۰ متر بالاتر از سطح دریا واقع شده‌است.